# SN 1999ev
SN 1999ev – supernowa typu II-P odkryta 7 listopada 1999 roku w galaktyce NGC 4274. W momencie odkrycia miała maksymalną jasność 14,40m.